# Piłka nożna w Polsce (2016/2017)
| Mistrzostwa Polski                                                                           | Mistrzostwa Polski                                             |
| -------------------------------------------------------------------------------------------- | -------------------------------------------------------------- |
| 1 miejsce - Mistrz Polski                                                                    | Legia Warszawa                                                 |
| 2 miejsce - Wicemistrz Polski                                                                | Jagiellonia Białystok                                          |
| 3 miejsce                                                                                    | Lech Poznań                                                    |
| Król strzelców ekstraklasy                                                                   | 18 - Marco Paixão (Lechia Gdańsk) · Marcin Robak (Lech Poznań) |
| Klub 100 - Klub 300 - Tabela wszech czasów Ekstraklasy w piłce nożnej                        |                                                                |
| Europejskie Puchary                                                                          |                                                                |
| Liga Mistrzów UEFA (2016/2017)                                                               | Legia Warszawa (mistrz, puchar 2015/2016)                      |
| Liga Europy UEFA (2016/2017)                                                                 | Piast Gliwice (2 miejsce 2015/2016)                            |
| Liga Europy UEFA (2016/2017)                                                                 | Zagłębie Lubin (3 miejsce 2015/2016)                           |
| Liga Europy UEFA (2016/2017)                                                                 | Cracovia (4 miejsce 2015/2016)                                 |
| UEFA - Współczynnik UEFA - Statystyki występów polskich klubów w europejskich pucharach UEFA |                                                                |
| Puchar Polski / Superpuchar Polski                                                           |                                                                |
| Puchar Polski w piłce nożnej (2016/2017)                                                     |                                                                |
| 1 miejsce - Zdobywca                                                                         | Arka Gdynia                                                    |
| 2 miejsce - Finalista                                                                        | Lech Poznań                                                    |
| Superpuchar Polski 2017                                                                      | Arka Gdynia                                                    |

| Poziomy rozgrywkowe w sezonie 2016/2017 | Poziomy rozgrywkowe w sezonie 2016/2017 | Poziomy rozgrywkowe w sezonie 2016/2017                                 | Poziomy rozgrywkowe w sezonie 2016/2017                                                                                  |
| --- | --------------------------------------- | ----------------------------------------------------------------------- | --- |
| Centralne | I                                       | Ekstraklasa w piłce nożnej (2016/2017)                                  | Górnik Łęczna, Ruch Chorzów                                                                                              |
| Centralne | II                                      | I liga polska w piłce nożnej (2016/2017)                                | Sandecja Nowy Sącz, Górnik Zabrze · Wisła Puławy, Znicz Pruszków, MKS Kluczbork                                          |
| Centralne | III                                     | II liga polska w piłce nożnej (2016/2017)                               | Raków Częstochowa, Odra Opole, Puszcza Niepołomice · Polonia Warszawa, Kotwica Kołobrzeg, Olimpia Zambrów, Polonia Bytom |
| Makroregionalne | IV                                      | III liga polska w piłce nożnej (2016/2017) · 4 grupy: I - II - III - IV | ŁKS Łódź, Gwardia Koszalin, GKS 1962 Jastrzębie, Garbarnia Kraków                                                        |
| Okręgowe (16 okręgów) | V                                       | IV liga polska w piłce nożnej (2016/2017) · 21 Grup                     | |
| Okręgowe (16 okręgów) | VI                                      | Klasa Okręgowa                                                          | |
| Okręgowe (16 okręgów) | VII                                     | Klasa A                                                                 | |
| Okręgowe (16 okręgów) | VIII                                    | Klasa B                                                                 | |
| Okręgowe (16 okręgów) | IX                                      | Klasa C                                                                 | |
| System ligowy piłki nożnej w Polsce - Tabela wszech czasów polskiej I ligi piłkarskiej - Tabela wszech czasów polskiej II ligi piłkarskiej |                                         |                                                                         | |
| IV Liga grupy: dolnośląska - kujawsko-pomorska - lubelska - lubuska - łódzka - małopolska - mazowiecka - opolska - podkarpacka - podlaska - pomorska - śląska I - śląska II - świętokrzyska - warmińsko-mazurska - wielkopolska - zachodniopomorska                               |                                         |                                                                         | |
| Okręgowe rozgrywki - 16 województw (OZPN): dolnośląskie - kujawsko-pomorskie - lubelskie - lubuskie - łódzkie - małopolskie - mazowieckie - opolskie - podkarpackie - podlaskie - pomorskie - śląskie - świętokrzyskie - warmińsko-mazurskie - wielkopolskie - zachodniopomorskie |                                         |                                                                         | |

| Rozgrywki młodzieżowe / Mistrzostwa Polski juniorów w piłce nożnej | Rozgrywki młodzieżowe / Mistrzostwa Polski juniorów w piłce nożnej                                               | Rozgrywki młodzieżowe / Mistrzostwa Polski juniorów w piłce nożnej |
| ------------------------------------------------------------------ | --- | ------------------------------------------------------------------ |
| Centralna Liga Juniorów w piłce nożnej                             | Centralna Liga Juniorów w piłce nożnej (2016/2017) Legia Warszawa Pogoń Szczecin Lech Poznań i UKS SMS Łódź      |                                                                    |
| Centralna Liga Juniorów w piłce nożnej                             | Centralna Liga Juniorów w piłce nożnej U-17 (2016/2017) Lech Poznań Ruch Chorzów Polonia Warszawa i Motor Lublin |                                                                    |
| Piłka nożna kobiet w Polsce                                        | |                                                                    |
| Ekstraliga polska w piłce nożnej kobiet                            | Ekstraliga polska w piłce nożnej kobiet (2016/2017) · Medyk Konin · Górnik Łęczna · AZS PWSZ Wałbrzych           |                                                                    |

Inne:

- Ekstraklasa w futsalu